# Paul Hoffmann (Theologe)
Paul Hoffmann (* 14. Februar 1933 in Brünn, Tschechoslowakei) ist ein deutscher römisch-katholischer Theologe.

## Leben
Hoffmann studierte römisch-katholische Theologie und wurde 1959 zum Dr. theol. promoviert. Nach seiner Habilitation (1968) war er als Hochschullehrer für Exegese des Neuen Testamentes an der Universität Bamberg tätig, ab 1970 als außerordentlicher Professor, von 1973 bis zur Emeritierung 2000 als ordentlicher Professor.

## Werke (Auswahl)
- Jesus von Nazaret und die Kirche. kbw, Bibelwerk, Stuttgart 2009
- Die Spruchquelle Q. Wissenschaftliche Buchgesellschaft (Abt. Verl.), Darmstadt  2002 (Studienausgabe), 3. Auflage 2009.
- Synoptic Concordance. de Gruyter,  Berlin
- Art. Auferstehung Jesu Christi, Neues Testament. In: TRE Bd. 4, Berlin 1979, S. 478–513.
- A herança de Jesus e o poder na Igreja, Paulus, São Paulo (Brasilien) 1998